# Arawis
Arawis Tarkiina (Aravis Tarkheena) – fikcyjna postać z książki Koń i jego chłopiec z serii Opowieści z Narnii brytyjskiego pisarza fantasy C.S. Lewisa.
Jedyna córka Kidrasza Tarkaana, który ożenił się ponownie. Macocha usiłowała doprowadzić do zawarcia małżeństwa Arawis z o wiele starszym wezyrem Ahosztą Tarkaanem.  Arawis ucieka z domu, chce popełnić samobójstwo. Ratuje ją mówiąca klacz narnijska Hwin. Arawis postanawia uciec z Kalormenu. W czasie ucieczki spotyka Szastę i razem z dwojgiem mówiących koni podążają do Narnii.
Perypetie związane z ucieczką z Kalormenu sprawiają, iż Arawis przechodzi metamorfozę. Przyznaje się do popełnionych przez siebie błędów. Po kilku latach Arawis Tarkiina wychodzi za mąż za Szastę (króla Kora), tym samym zostając królową Archenlandii. Razem mają syna, Rama Wielkiego.